# Edward Romuald Bogusławski

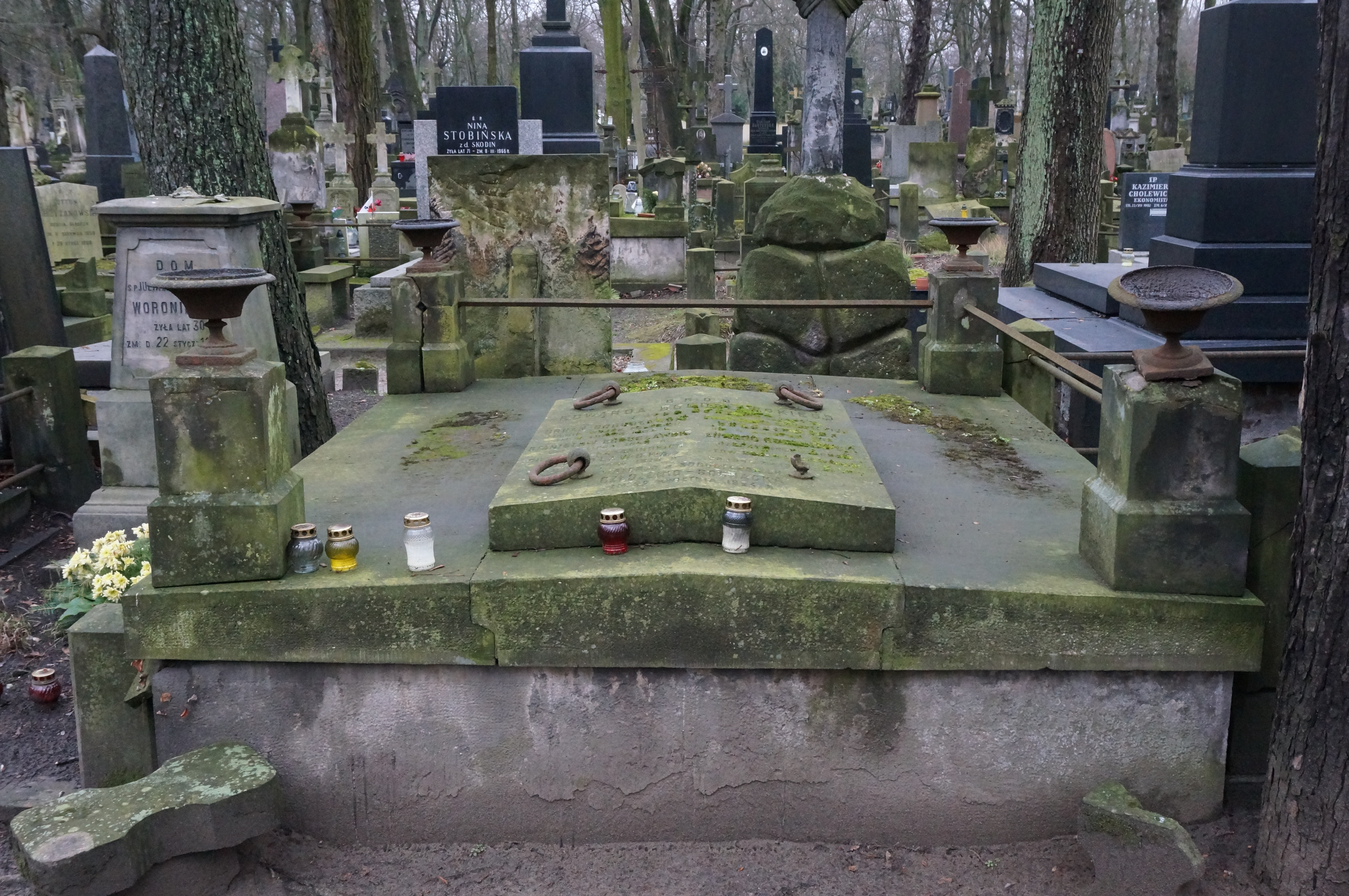
Grób Edwarda Romualda Bogusławskiego na cmentarzu Powązkowskim

Edward Romuald Bogusławski (ur. 7 lutego 1848 w Warszawie, zm. 19 marca 1917 tamże) – historyk słowiańszczyzny, publicysta.
Był synem pisarza Edwarda Wojciecha i Rozalii z Karasińskich. Po ukończeniu gimnazjum w Suwałkach (1865) rozpoczął studia na wydziale filologiczno-historycznym Szkoły Głównej (1865–1869). Od 1870 pracował jako nauczyciel prywatny w Warszawie.
Od 1908 był członkiem Towarzystwa Naukowego Warszawskiego.
Był słowianofilem; uważał, że głównym wrogiem Polski i Słowiańszczyzny są Niemcy. Był lojalistą, dążył do ugody z Rosją. W swoich pracach udowadniał autochtonizm Słowian, uważał, że Słowianie zamieszkiwali tereny między Renem, Wisłą i Dźwiną.
Został pochowany na cmentarzu Powązkowskim w Warszawie (kwatera 28-1-15/16).
Autor:
- Dowody autochtonizmu Słowian na przestrzeni zajmowanej przez nich w wiekach średnich, 1912;
- Historia Polski, 1889
- Historia Słowian, t. 1-2, 1888–1889;
- Historia słowiańska przedr. sądem w Berlinie, 1889;
- Lito-windyjskie i Windyjskie nazwy gór, rzek, jezior i osad w Europie, 1889;
- Metoda i środki poznania czasów przedhistorycznych przeszłości Słowian, 1901;
- Początki Chorwacji Illiryjskiej, 1893;
- Problemat słowiański, 1889.